# Sergueï Lazo
Pour les articles homonymes, voir Lazo.
Sergueï Georguievitch Lazo (en russe : Серге́й Гео́ргиевич Лазо́, né le 23 février [7 mars n.s.] 1894, dans le village de Piatra, dans le gouvernement de Bessarabie, et mort en mai 1920 à la gare de Mouriavov-Amourski, près de la ville d'Iman est un  noble russe, officier de guerre de l'armée impériale russe.
Lors de la révolution russe, il était un chef militaire et homme d'État soviétique qui prit une part active à l'établissement du pouvoir soviétique en Sibérie et en Extrême-Orient et participa à la guerre civile russe. En 1917, il devint socialiste-révolutionnaire de gauche et au printemps 1918, bolchevik. Il est exécuté par les Japonais, alliés, des Armées blanches, pendant l'intervention en Sibérie en 1920. Il est aujourd'hui considéré comme l'un des principaux révolutionnaires de Sibérie.

## Biographie

### Origines et études
Il nait le 23 février 1894 (7 mars dans le calendrier grégorien) dans le village de Piatra, dans l'ouïezd d'Orhei, en gouvernement de Bessarabie (aujourd'hui dans le raion d'Orhei de la république de Moldavie) dans la famille d'un noble d'origine moldave, le propriétaire terrien Gueorgui Ivanovich Lazo avec son épouse légale Ielena Stepanovna. En 1907, après la mort de leur père, la famille s'installe dans le village d'Ezoreni, dans leur domaine. En 1910, toute la famille déménage à Chișinău.
À l'automne 1912, après avoir obtenu son diplôme du 1er gymnasium masculin de Chișinău, Sergueï Lazo entre à l'Institut technologique de Saint-Pétersbourg, mais en 1914, il retourne en Bessarabie et, en raison de la maladie de sa mère, vit quelque temps dans le village d'Ezoreni ainsi qu'à Chisinau. À l'automne 1914, il entre à la faculté de physique et de mathématiques de l'Université de Moscou et entre en même temps au département historique et philosophique de l'Université populaire Chanïavski .

### Service dans l'armée impériale russe
Pendant la Première Guerre mondiale, en mai 1916, il fut mobilisé dans l'armée impériale russe et envoyé étudier à l'école d'infanterie Alekseïevski (à Moscou). À l'issue du cours accéléré à l'école, le 1er décembre 1916, il est promu d'élève à officier à adjudant (avec ancienneté du 10/01/1916 et avec enrôlement dans l'infanterie de l'armée) , puis en second lieutenant. À partir du 30 décembre 1916, il sert à Krasnoïarsk dans le 15e régiment de réserve de fusiliers sibériens en tant qu'officier subalterne de la 10e compagnie. Là, il se rapproche des exilés politiques et, avec eux, commence à faire de la propagande contre la guerre parmi les soldats. Il rejoint le Parti socialiste révolutionnaire de la faction de gauche. Il participe activement aux événements révolutionnaires de 1917. Il n'a pas participé aux opérations militaires sur les fronts de la Première Guerre mondiale.

### Révolution de février

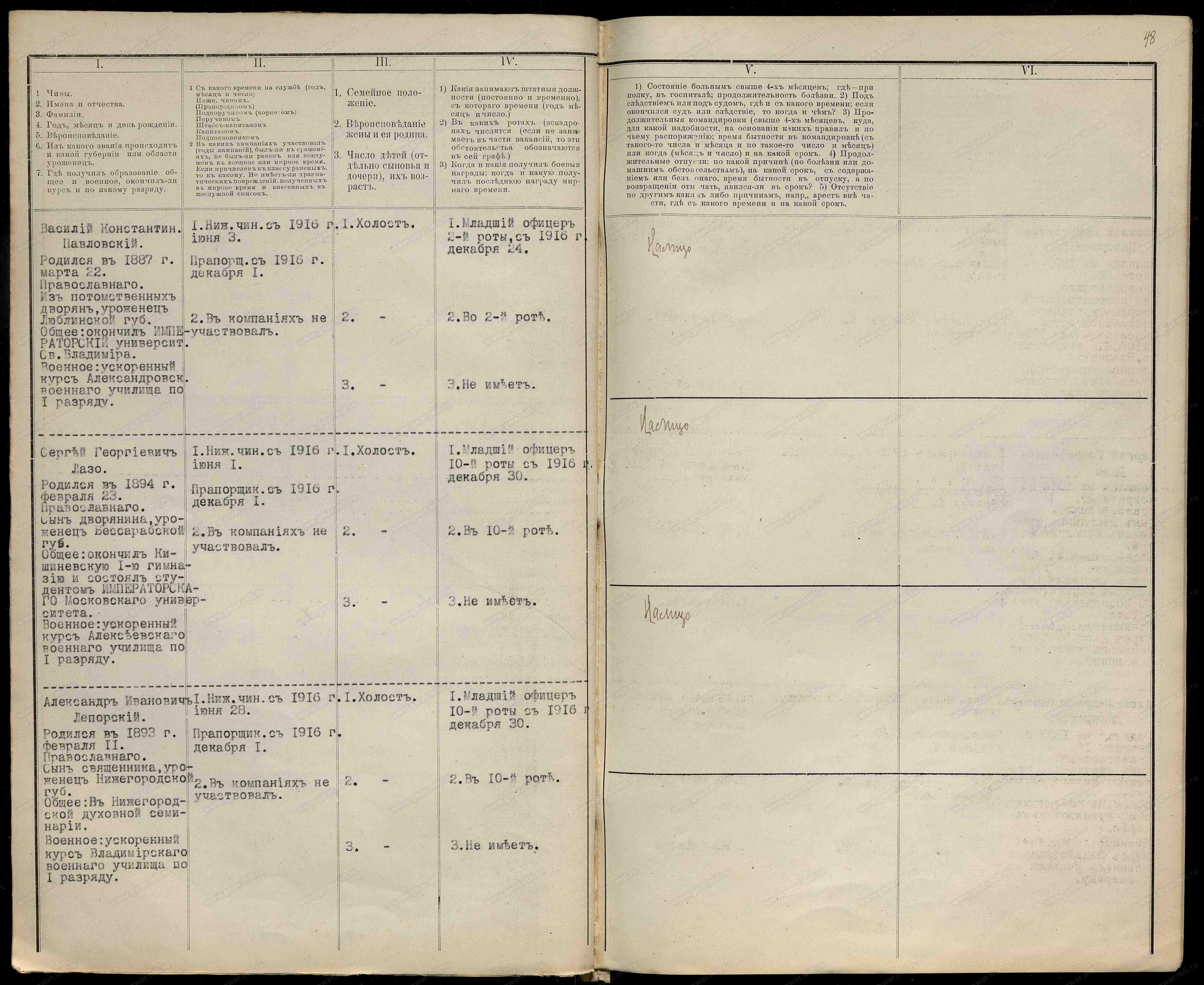
Liste (par ancienneté en grade) des quartiers généraux et des officiers en chef et officiels de classe du 15e régiment de réserve de fusiliers sibériens au 1er janvier 1917 ; -page 48.

Le 2 mars 1917, des rumeurs sur les événements de Petrograd commencèrent à se répandre dans tout Krasnoïarsk. Les soldats de la 4e compagnie du 15e régiment de réserve de fusiliers sibériens ont décidé lors de leur réunion de destituer de ses fonctions le commandant de compagnie, le sous-lieutenant Dmitri Gueorguievich Smirnov, qui a prêté serment, et ont élu l'adjudant Sergueï Lazo comme commandant, l'élisant à la fois comme délégué au Conseil ouvrier de Krasnoïarsk et comme députés soldats. Dans la nuit du 2 au 3 mars, des élections au Conseil ont eu lieu dans presque toutes les compagnies du régiment.
Le 3 mars, le gouverneur du gouvernement du Ienisseï, Iakov Gololobov, est rentré d'Irkoutsk à Krasnoïarsk. Le 4 mars, un ordre arriva de Petrograd de destituer le gouverneur. Gololobov s'est déclaré malade et a été assigné à résidence. Des représentants du Conseil de Krasnoïarsk, cinq détachements armés sous le commandement de l'enseigne Lazo, ont arrêté le gouverneur Gololobov. Le chef de la gendarmerie, des officiers de gendarmerie et le préfet de police ont également été arrêtés. La police de Krasnoïarsk a été dissoute et remplacée par des milices. Le président du tribunal de district a été démis de ses fonctions. Dans la soirée, le conseil municipal s'est réuni avec la participation de représentants d'organismes publics. La réunion de la Douma a eu lieu sur la scène du théâtre municipal. Un comité de sécurité publique a été créé. Le pouvoir passa au bureau des représentants de ce comité et au Conseil des députés ouvriers, soldats et cosaques. Le président du bureau était le Dr. Vladimir M. Kroutovski .
En mars 1917, Sergueï Lazo, 23 ans, devient membre du comité régimentaire, président de la section des soldats du Conseil. Le président du Conseil lui-même était Iakov Doubrovinski . En juin, le soviet de Krasnoïarsk envoya Sergueï Lazo comme délégué à Petrograd au premier congrès panrusse des soviets des députés ouvriers et soldats. Le discours de Lénine a fait une grande impression sur Lazo, il a beaucoup aimé le radicalisme du leader bolchevique. De retour à Krasnoïarsk, Lazo y organisa un détachement de Gardes rouges. Le 27 juin 1917, le comité exécutif provincial du Conseil des députés ouvriers et soldats de Krasnoïarsk est formé.

### Automne-hiver 1917 à Krasnoïarsk, Omsk et Irkoutsk
En octobre 1917, Lazo devint délégué au premier congrès pansibérien des soviets (16-23 octobre 1917, Irkoutsk), auquel assistèrent 184 délégués représentant 69 soviets de Sibérie et d'Extrême-Orient. Le 24 octobre, un soulèvement bolchevique armé éclate (la révolution d'Octobre) à Petrograd, visant à renverser le gouvernement provisoire. Le 28 octobre à Krasnoïarsk, lors d'une réunion du comité exécutif du Conseil de Krasnoïarsk, le bloc des bolcheviks, des socialistes-révolutionnaires et des anarchistes de gauche (le soi-disant « bloc de gauche »), visant à développer davantage la révolution, a soutenu la prise de pouvoir par le Conseil. Lors de cette réunion, le Conseil a ordonné à Lazo d'occuper tous les bureaux du gouvernement et d'arrêter les représentants du gouvernement provisoire dans la ville.
Dans la nuit du 29 octobre 1917, Lazo a lancé une alerte au combat pour les unités militaires de la garnison engagées auprès des bolcheviks. Ils ont occupé toutes les institutions gouvernementales et emprisonné de hauts fonctionnaires. Le commissaire du gouvernement provisoire de la région militaire d'Irkoutsk a rapporté cela au quartier général du haut commandement : « Les bolcheviks ont occupé le Trésor, les banques et toutes les institutions gouvernementales. La garnison est aux mains de Lazo. » Le 30 octobre, le gouvernement provinciale a été la première en Sibérie à annoncer le transfert de tous les pouvoirs de la province (gouvernements) aux bolcheviks.
Après le coup d'État bolchevique à Omsk, avec la participation des KD et des socialistes-révolutionnaires, l'organisation anti-bolchevique « Union pour le salut de la patrie, de la liberté et de l'ordre » a été créée. Le 1er novembre 1917 (14 novembre dans le calendrier grégorien), les cadets de l'école des adjudants d'Omsk, qui soutenaient Kerensky et faisaient partie de l'organisation antibolchevique « Union pour le salut de la patrie, de la liberté et de l'ordre », ont prononcé un discours. Ils s'emparèrent du dépôt d'armes d'un des régiments, occupèrent le quartier général du district et arrêtèrent le commandant des troupes appelé à l'école . Les détachements de la Garde rouge, parmi lesquels Sergueï Lazo, ont réprimé les membres du KD.
En décembre 1917, une émeute de KD, de cosaques, d'officiers et d'étudiants eut lieu à Irkoutsk. Le « Bloc de gauche » a envoyé des détachements de gardes rouges dirigés par V.K. Kaminski, Z. Choumiatski et Sergueï Lazo pour aider les bolcheviks à Irkoutsk. Le 26 décembre, de violents combats ont eu lieu à Irkoutsk. Un détachement combiné de soldats et de gardes rouges sous le commandement de Sergueï Lazo, après de nombreuses heures de combat, s'empare de l'église de Tikhvine et lance une offensive le long de la rue de l'Amour, essayant de percer jusqu'à la Maison Blanche, mais le soir, par une contre-attaque, ils furent repoussés. Parmi les cadets, les unités rouges furent chassées de la ville, Sergueï Lazo et les soldats furent faits prisonniers et le pont flottant sur l'Angara fut surélevé. Le 29 décembre, une trêve est déclarée, mais dans les jours suivants, le pouvoir soviétique à Irkoutsk est rétabli. Lazo est nommé commandant militaire et chef de la garnison d'Irkoutsk.

### Guerre civile (1918-1920)
Dès le début de 1918, Lazo fut nommé membre du Centrosibérie, et en février-août 1918, commandant des forces du Front Daourien (Transbaïkal), opérant contre les troupes de l'ataman Semionov. Dans le même temps, Lazo passe des socialistes-révolutionnaires aux bolcheviks. À l'automne 1918, après la chute du pouvoir bolchevique en Sibérie au profit des Armées blanches, il entre dans la clandestinité et commence à organiser un mouvement partisan dirigé contre le gouvernement provisoire sibérien, puis contre l'autoproclamé souverain suprême, l'amiral Alexandre Koltchak. Depuis l'automne 1918, il était membre du Comité régional clandestin d'Extrême-Orient du PCUS à Vladivostok. À partir du printemps 1919, il commande les détachements partisans de Primorié. À partir de décembre 1919, il est chef du quartier général militaire révolutionnaire pour la préparation du soulèvement à Primorié.
Lazo a été l'un des organisateurs du soulèvement de Vladivostok le 31 janvier 1920, à la suite duquel le pouvoir du gouverneur composé de l'amiral Kolchak à Pirmorié, le commandant en chef de l'oblast de l'Amour, le lieutenant-général S.N. Rozanov, a été renversé et le « Gouvernement provisoire d'Extrême-Orient » fut formé, contrôlé par les bolcheviks. Le succès du soulèvement dépendait en grande partie de la position des officiers de l'école des enseignes sur l'île Rousski. Lazo est arrivé vers eux au nom des dirigeants des rebelles et leur a adressé un discours :
« Pour qui êtes-vous, peuple russe, jeunesse russe ? Pour qui es-tu ?! Alors je suis venu vers vous seul, sans arme, vous pouvez me prendre en otage... vous pouvez me tuer... Cette merveilleuse ville russe est la dernière sur votre route ! Vous n'avez nulle part où vous retirer : alors un pays étranger... une terre étrangère... et un soleil étranger... Non, nous n'avons pas vendu l'âme russe dans des tavernes étrangères, nous ne l'avons pas échangée contre de l'or et des armes d'outre-mer. .. Nous ne sommes pas embauchés, nous défendons notre terre de nos propres mains, nous défendons notre terre de nos propres seins, nous nous battrons de nos vies pour notre patrie contre l'invasion étrangère ! Nous mourrons pour cette terre russe sur laquelle je me trouve désormais, mais nous ne la donnerons à personne ! »
Le 6 mars 1920, Lazo est nommé vice-président du Conseil militaire du gouvernement provisoire de l'Extrême-Orient - Conseil régional du Zemstvo de Primorié, et à peu près au même moment, membre du bureau extrême-oriental du Comité central du PCUS.

### Arrestation et mort
Après l'incident de Nikolaïev, au cours duquel la garnison japonaise fut détruite, dans la nuit du 4 au 5 avril 1920, Lazo fut arrêté par les Japonais , et fin mai 1920, Lazo et ses compagnons Alexeï Nikolaïevitch Loutski et Vsevolod Mikhaïlovitch Sibirtsev ont été capturés par les troupes japonaises de Vladivostok et remise aux cosaques de la Garde blanche. Selon la version largement répandue, après la torture, Sergueï Lazo a été brûlé vif dans le foyer d'une locomotive, et Loutski et Sibirtsev ont d'abord été abattus puis brûlés dans des sacs. Cependant, déjà en avril 1920, le journal japonais Japan Chronicle rapportait qu'il aurait été abattu à Vladivostok et que son cadavre aurait été brûlé. Quelques mois plus tard, des allégations sont apparues citant un chauffeur anonyme qui aurait vu comment, à la gare d'Oussouriïsk, les Japonais avaient remis trois sacs contenant trois personnes aux cosaques du détachement de Botchkariov. Les Cosaques ont essayé de les pousser dans le foyer de la locomotive, mais ils ont résisté, puis ils ont été abattus et entassés morts dans le foyer.
Dans la dernière édition de l’Histoire de l’Extrême-Orient russe, cette version de la mort de Lazo est décrite comme une légende ; il est indiqué qu'en réalité l'ouverture du foyer de la locomotive était très petite (64 × 45 cm), comme dans la locomotive à vapeur P-36. Il est également allégué que la locomotive à vapeur américaine de 1917 dans laquelle Lazo aurait été brûlé, et qui est maintenant érigée sur un piédestal, a en fait été livrée à l'URSS dans le cadre du prêt-bail pendant la Seconde Guerre mondiale . L'un des historiens locaux soviétiques a trouvé des documents indiquant que Lazo, sous le nom d'adjudant Kozlenko, avait été abattu à Egercheld puis brûlé là-bas. En 1945, les autorités du SMERSH arrêtèrent en Chine un ancien cosaque qui formait un cordon sur l'Egercheld lorsque les bolcheviks et partisans arrêtés, capturés dans la nuit du 5 avril 1920, furent exécutés en masse. Parmi eux se trouvait le comandant Kozlenko, que les Cosaques reconnurent comme bourreau de Lazo. Les Japonais ont observé calmement cette exécution. Le corps de Lazo a été brûlé là-bas, à Egercheld . L'historien P. A. Novikov note que l'exécution des dirigeants soviétiques était une réponse au meurtre de 123 officiers par les Rouges à la gare de Verino dans la nuit de Pâques, le 25 avril, dont les corps furent jetés dans la rivière Khor.

## Monuments
Pendant les années du pouvoir soviétique, les rues de nombreuses villes et villages de l'URSS, ainsi que plusieurs localités, portent le nom de Sergueï Lazo, parmi lesquelles:
- Après la mort de S.G. Lazo, la gare Muravyov-Amursky du chemin de fer Oussouri, où il est possiblement décédé, a été rebaptisée gare de Lazo.
- Dans le kraï du Primorié se trouve raïon de Lazo
- Dans le territoire de Khabarovsk, il existe le raïon nommé d'après Lazo. Le buste de Sergueï Lazo à Khabarovsk a été installé en 1982 dans la rue Krasnoretchenskaïa, maison 45, sur le territoire de l'école n°32.
- À Vladivostok, dans un parc à côté du théâtre dramatique Primorsky, un monument à Sergueï Lazo a été érigé sur le piédestal du monument détruit l'amiral Zavoïko.
- Dans le raïon de la Haute-Boureïa du kraï de Khabarovsk, dans le village rural d'Alonka (station du même nom sur le BAM), un buste de Sergueï Lazo a été installé près de l'école n°19. Cela est dû au fait que cette installation a été conçue et construite par la RSS de Moldavie .
- Dans la ville d'Oussouriïsk, kraï du Primorié, le 25 octobre 1972, à l'occasion du 50e anniversaire de la fin de la guerre civile en Extrême-Orient, une locomotive-monument El -629 a été érigée, dans le foyer de laquelle les révolutionnaires ont été possiblement brûlés.
- Le grand navire de débarquement du Projet 1171 « Sergueï Lazo » (1975-1994) faisait partie de la flotte du Pacifique.

- Le village bessarabien de Piatra, où il est né, a également été rebaptisé Lazo après l'annexion de la région à l'URSS, mais après l'indépendance de la Moldavie en 1991, il a de nouveau été rebaptisé Piatra. Les rues Lazo de plusieurs villes moldaves, à l'exception de Chisinau, et le raïon de Lazo de l'ancienne RSS de Moldavie ont également été renommés après l'effondrement de l'URSS.
- De 1944 à 1991, la ville moldave Singerei s’appelait Lazovsk.
- À Chisinau, un monument à Sergueï Lazo a été érigé à l'intersection des rues Decebal et Sarmizegetusa.
- Pendant les années soviétiques, le musée Kotovski et Lazo fonctionnait à Chisinau, mais fut dissout dans les années 1990.
- Le nom de Lazo a été donné à l'Institut polytechnique de Chisinau.

Monuments dédiés à Sergueï Lazo :
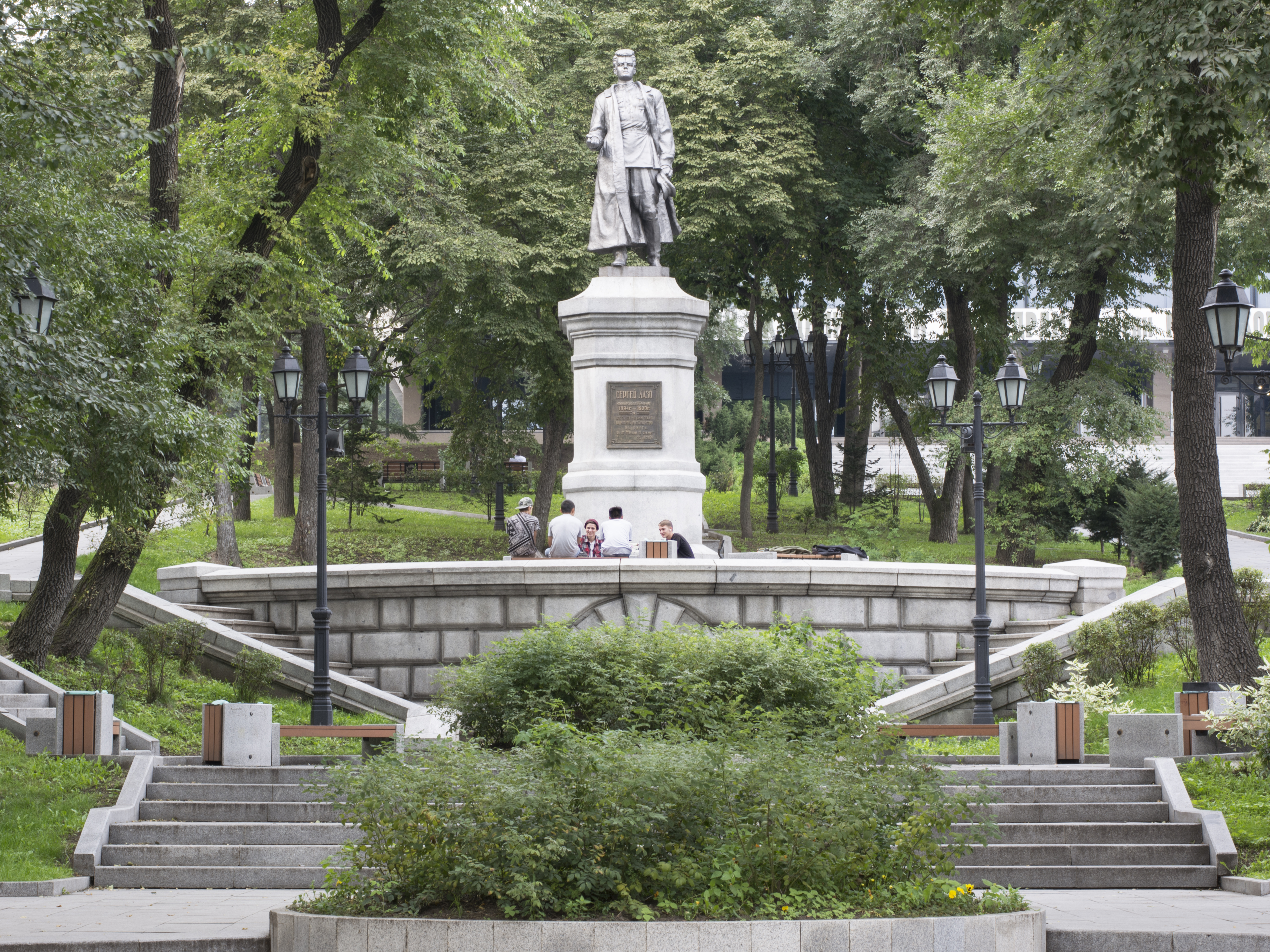
Statue de Sergueï Lazo à Vladivostok.
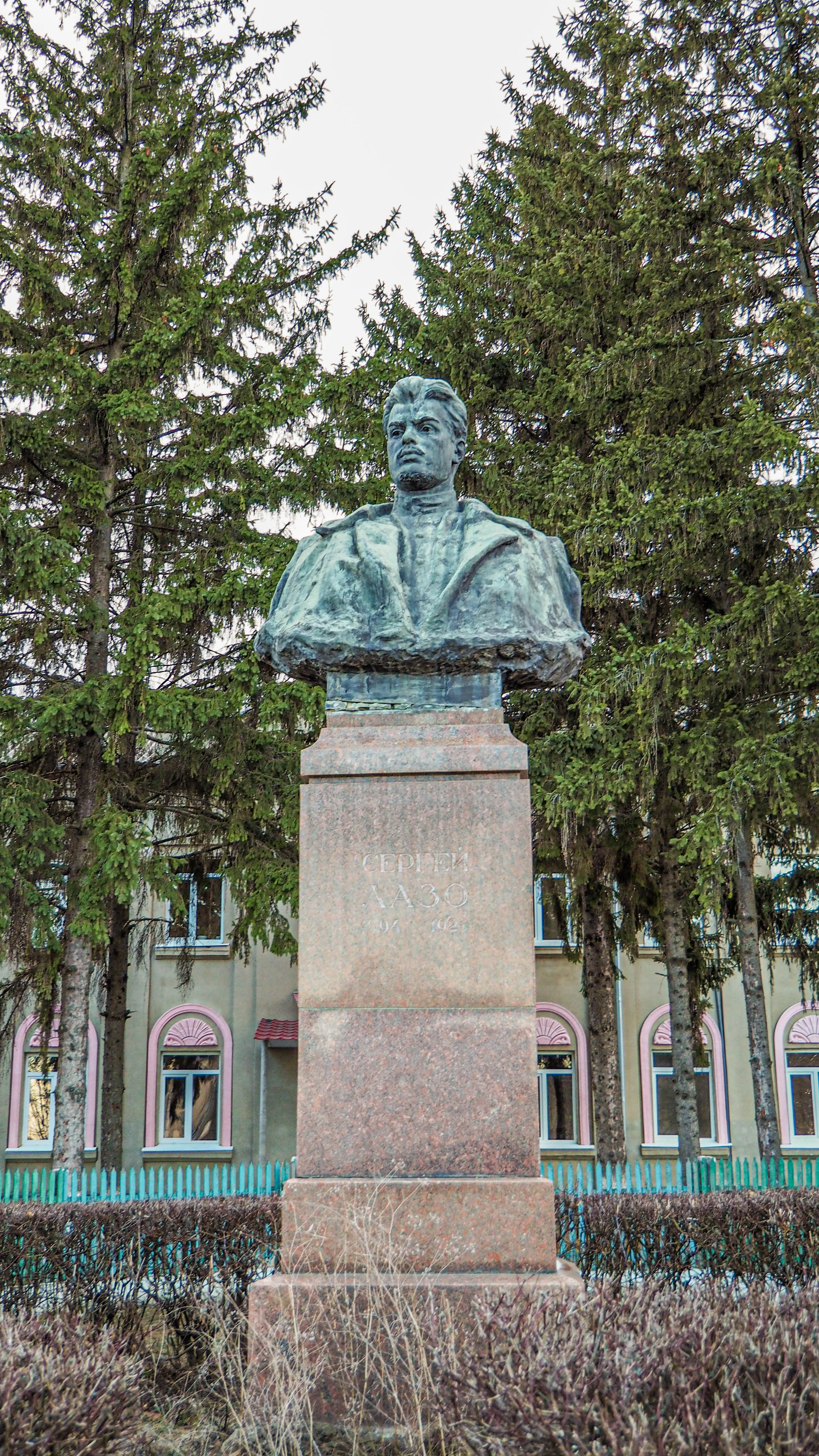
Monument le figurant à Chișcăreni en Moldavie.
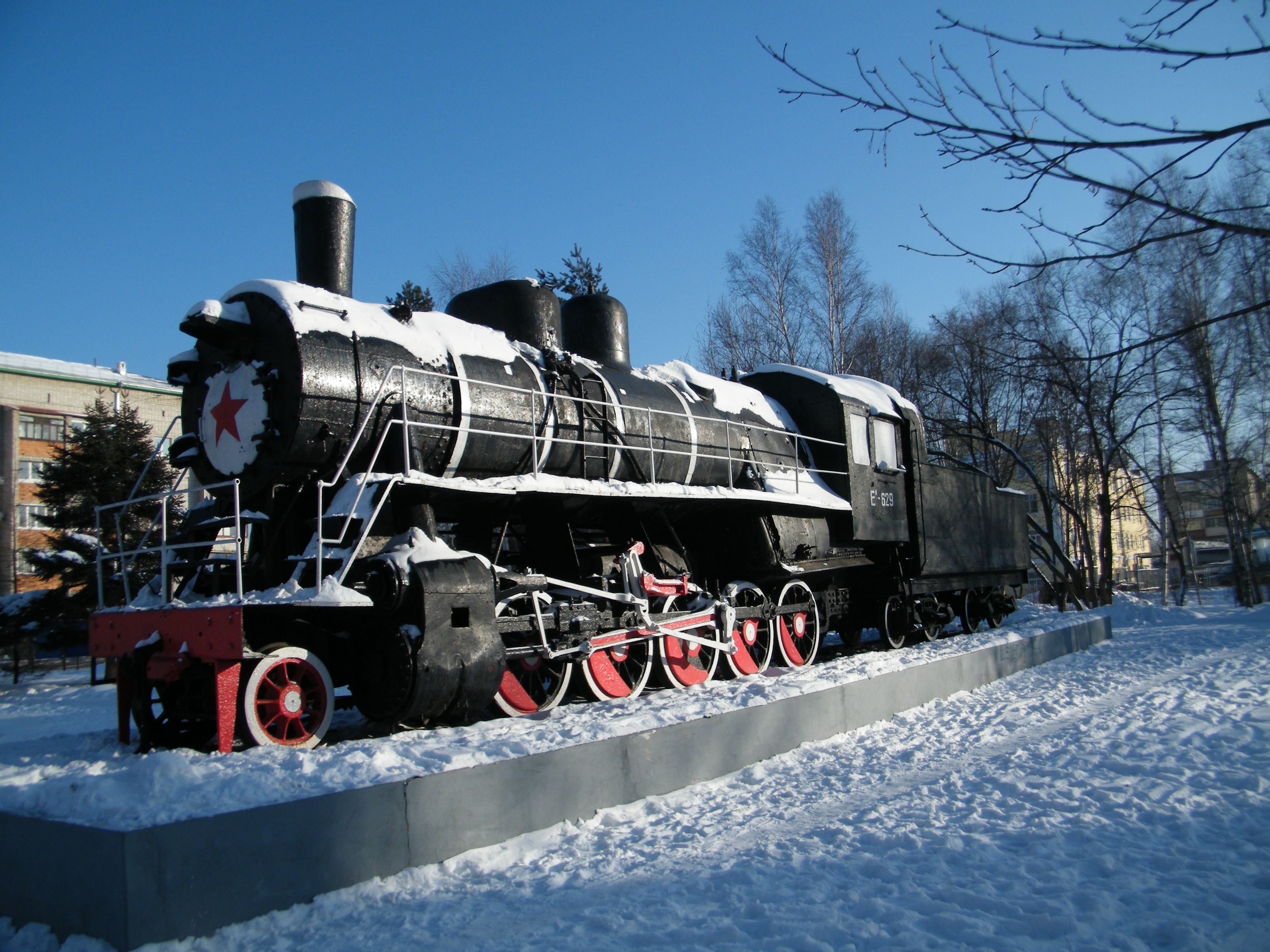
Locomotive El-629 où il serait mort, exposée à la gare d'Oussouriïsk.

### Dans l'art
- En 1968, le long métrage-biographie « Sergueï Lazo » a été tourné, où Regimantas Adomaitis joue le rôle de Sergueï Lazo.
- En 1980 a eu lieu la première de l'opéra « Sergueï Lazo » du compositeur David Gershfeld, dans lequel Maria Biesu a interprété l'un des rôles principaux.
- En 1985, le studio de cinéma Moldava a produit un long métrage en trois parties réalisé par Vassile Pascaru, « La vie et l'immortalité de Sergueï Lazo ». Le film raconte le parcours de vie de Sergueï Lazo depuis le baptême jusqu'à la dernière minute de sa vie. Le rôle de Sergueï Lazo a été joué par Gediminas Storpirstis .
- En 1961, la maison d'édition IZOGIZ publie une carte postale à l'effigie de S. Lazo.
- En 1944 et 1948, des timbres postayx de l'URSS dédiés à Lazo furent émis.
- La chanson « Waltz » du groupe de rock « Adaptatsia » mentionne l'une des versions de la mort de Sergueï Lazo.
- La mort de Sergueï  Lazo est évoquée dans la chanson « Ptitsy » du groupe de rock « Mongol Shuudan » : « J'ai vu Lazo frappé sur les braises du poêle »
- L'histoire de Viktor Pelevine « La Flèche jaune » mentionne « une bouteille à facettes de cognac Lazo coûteux avec une boîte de feu de locomotive enflammée sur l'étiquette ».
- Sergueï Lazo est l'un des héros du roman « Dauria » de K. Sedykh .
- La chanson "Bolchevik Sergueï Sergueï " lui est dédié.

### En philatélie

Timbres représentant Sergueï Lazo :
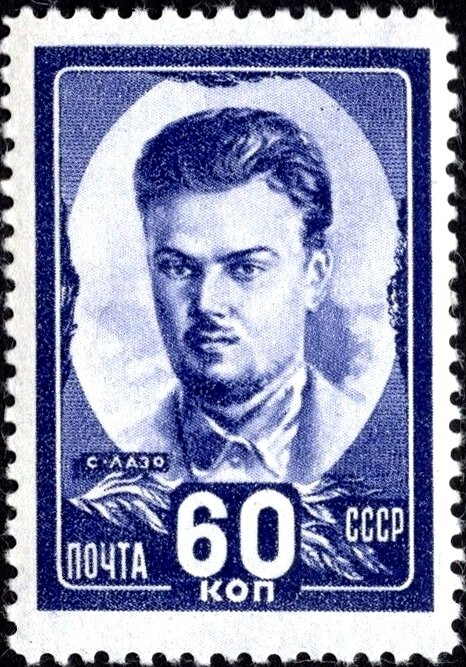
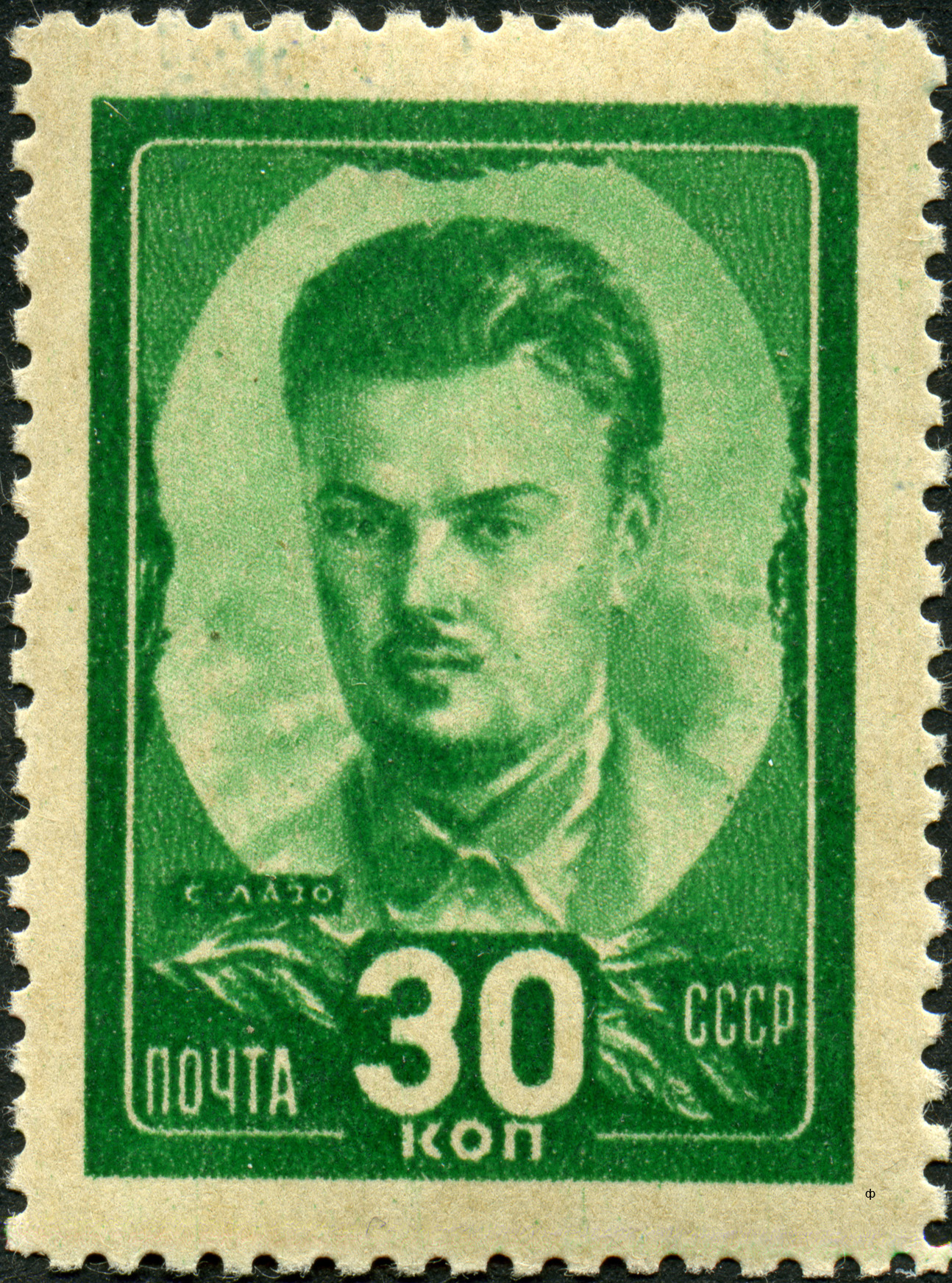

## Famille
Son père est Gueorguy Ivanovitch Lazo (1865-1903). En 1887, pendant la période de répression du gouvernement tsariste contre les étudiants à l'esprit révolutionnaire, il fut expulsé de l'Université de Saint-Pétersbourg et s'installa définitivement en Bessarabie. Ses parents sont Ivan Ivanovitch Lazo (1824-1869) et Matilda Fedorovna Fazi (1833-1893). Leurs tombes sont encore conservées dans le cimetière du village de Piatra, et sur leur ancien domaine se trouve un domaine-musée fonctionnel ,. La mère de Mathilda, Maria Iegorovna Eichfeldt, née Milo (1798-1855), était une beauté reconnue et était amie avec Pouchkine lors de son séjour en Bessarabie. Le poète l'a mentionnée dans ses poèmes,,. Maria Iegorovna est devenue veuve très jeune et s'est remariée avec un originaire de Suisse, Fiodor (Theodor) Fazy. Matilda Fedorovna a été élevée à l'Institut des Nobles Jeunes Filles de Kiev . Le 6 janvier 1873, elle fut confirmée à la tête du gymnase féminin de Chisinau.
Sa mère est Ielena Stepanovna. Elle a reçu une formation agronomique supérieure à Odessa et à Paris. Elle a consacré beaucoup de temps à un travail socialement utile auprès des paysans locaux. À Chisinau, elle a organisé un foyer pour les travailleuses. La maison de Lazo possédait une grande bibliothèque que les enfants utilisaient librement. Les parents n'ont pas empêché leurs enfants de communiquer avec les paysans et leurs enfants, leur ont inculqué des compétences professionnelles, de la discipline, les ont endurcis physiquement et leur ont inculqué l'honnêteté et le respect des travailleurs.
Son épouse est Olga Andreïevna Grabenko (1898-1971). Membre du PCUS depuis 1916, participant à la guerre civile au sein du détachement partisan de Primorié, commandé par Lazo. Elle fuit ensuite historienne, candidat aux sciences historiques, professeur à l'Académie militaire Frouze. Elle a été enterrée au cimetière de Novodievitchi (site 3).
Sa fille est Ada Sergeïevna Lazo (1919, Vladivostok - 1993, Moscou). Philologue, rédacteur en chef de Detskaïa literatoura . En 1940, elle épousa Vladimir Vassilievich Lebedev (1891-1967). En 1959, elle publie un livre de mémoires sur son père, « Lazo S. Diaries and Letters » (Vladivostok).